# Trichura mathina
Trichura mathina är en fjärilsart som beskrevs av Druce 1898. Trichura mathina ingår i släktet Trichura och familjen björnspinnare. Inga underarter finns listade i Catalogue of Life.